# Macna metaxanthalis
Macna metaxanthalis là một loài bướm đêm mõm trong chi Macna. Nó được mô tả bởi George Hampson vào năm 1916. Nó được tìm thấy ở New Guinea.